# Sleep, My Love
Sleep, My Love is een Amerikaanse film noir uit 1948 onder regie van Douglas Sirk. De film werd destijds in Nederland uitgebracht onder de titel Slaap des doods.

## Verhaal
Alison Courtland wordt in het midden van de nacht wakker in een trein. Ze weet niet meer hoe ze daar is beland. Al gauw blijkt dat haar overspelige echtgenoot iets te maken heeft met het vreemde voorval.

## Rolverdeling
| Acteur            | Personage            |
| ----------------- | -------------------- |
| Claudette Colbert | Alison Courtland     |
| Robert Cummings   | Bruce Elcott         |
| Don Ameche        | Richard W. Courtland |
| Rita Johnson      | Barby                |
| George Coulouris  | Charles Vernay       |
| Queenie Smith     | Grace Vernay         |
| Ralph Morgan      | Dokter Rhinehart     |
| Keye Luke         | Jimmie Lin           |
| Fred Nurney       | Haskins              |
| Raymond Burr      | Rechercheur Strake   |
| Marya Marco       | Jeannie Lin          |
| Lillian Bronson   | Helen                |
| Hazel Brooks      | Daphne               |